# Buster Keaton
Buster Keaton (Piqua, Kansas, 1895. október 4. – Woodland Hills, Kalifornia, 1966. február 1.) amerikai színész, humorista, filmrendező, forgatókönyvíró és filmproducer. "Az ember, aki sohasem nevet". Így hívták a nevettetés egyik halhatatlanjának, a burleszk klasszikusának tartott Keatont, akit az amerikai némafilmes korszakban készült filmjei tették nevezetessé. Ugyan a hangosfilm bevezetése véget vetett színészi pályafutásának, bár néhány filmben később is szerepelt, még így is 1999-ben az Amerikai Filmintézet a klasszikus hollywoodi filmgyártás 21. legnagyobb férfi filmszínészeként rangsorolta.

## Élete

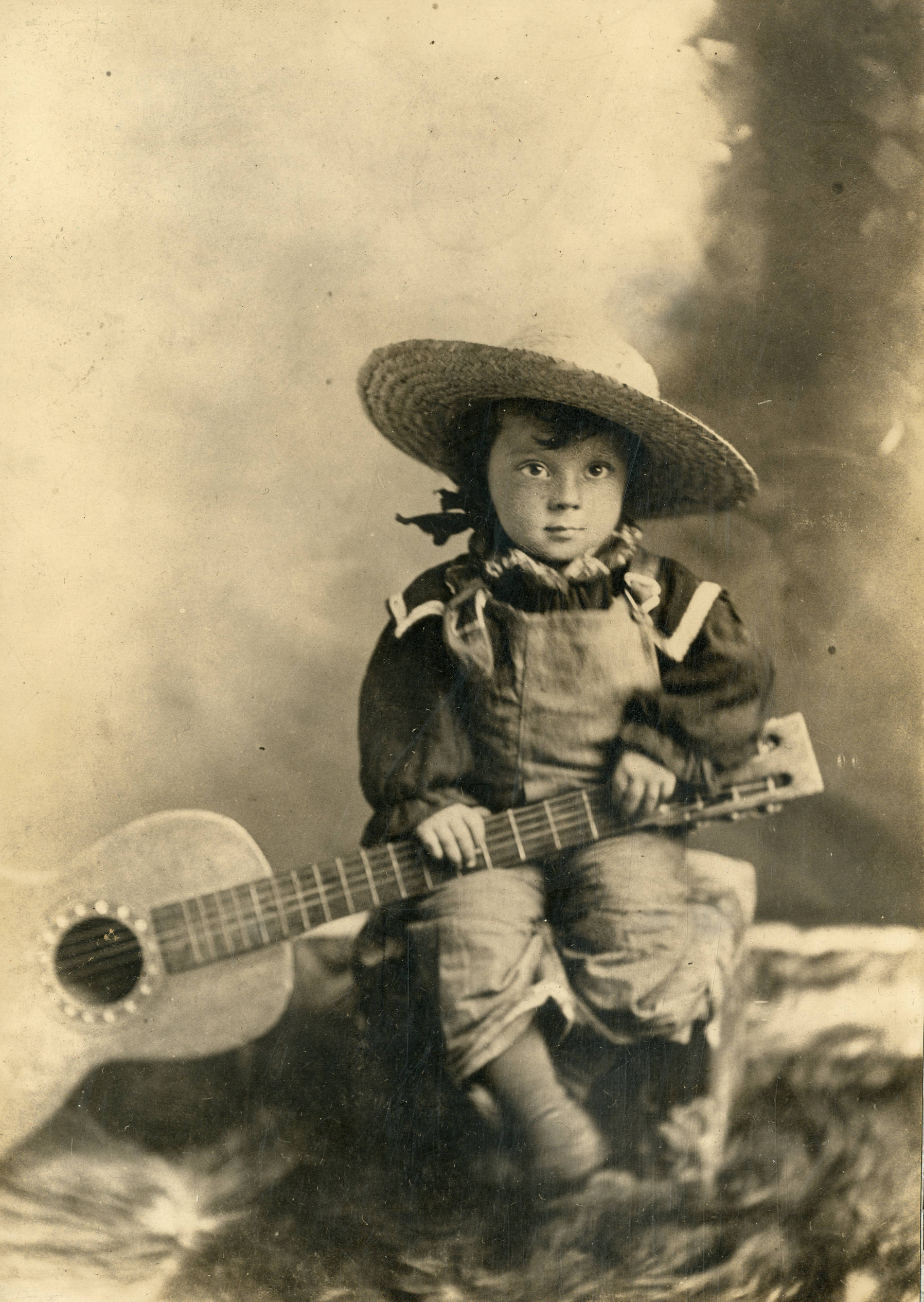
A gyerek Keaton vaudeville-színészként kb. 1897

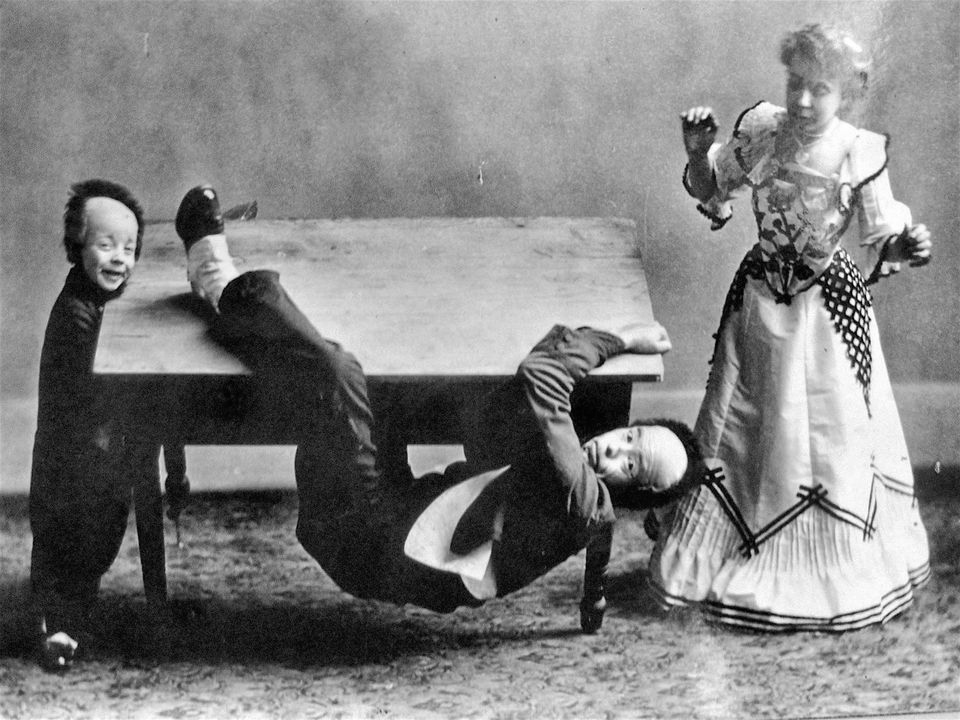
A hat éves Keaton szüleivel "A három Keaton" vaudeville produkcióban

A kansasi Piquában született Joseph Francis Keaton néven. Szülei vaudeville előadók voltak. A Buster becenevet többféle visszaemlékezés szerint kapta, az egyik alapján Harry Houdinitől, habár a család csak később ismerte meg Houdinit. Szülei vaudeville produkcióiban már gyermekkorától, hároméves kortól kezdve szerepelt. Ötéves korára képzett akrobata lett, és hamarosan ő vált a vaudeville társulat védjegyévé. 1917-re, 22 éves korában a családi vállalkozás apja alkoholizmusa miatt felbomlott,  Keaton édesanyjával, Myra-val New Yorkba költözött, ahol karrierje gyorsan a vaudeville-től a film felé fordult.
Buster Roscoe Arbuckle-lel kezdett dolgozni a Comique filmstúdiónál New Yorkban, majd az év végén Kaliforniába került a cég producerével. Keaton nagy odaadással kezdte tanulmányozni a filmezés mesterségét. 1921-re a saját lábára állt. 1921–1928 között húsz rövidfilmben és tucatnyi nagyjátékfilmben szerepelt, melyeknek nagy részét maga rendezte. Ebben a periódusban születtek klasszikus művei, mint a Navigátor (1924), A generális (1927) és az Ifjabb Gőzhajós Bill (1928).
A hangosfilm bevezetése gyorsan véget vetett karrierjének. Az MGM fizetett alkalmazottja lett és elveszítette alkotói szabadságát. 1932-ben Natalie Talmadge-dzsal kötött házassága is felbomlott. Élete utolsó 25 évében a megélhetésért küzdött.
A hangosfilm korai korszakában, és az 1940-es években számos másodrendű filmben tűnt fel. 1939-től az MGM-nél három filmben gagman-ként dolgozott (At the Circus (1939), Go West (1940), és a The Big Store (1941)), valamint rendezett is. 1949-ben a CBS televíziótársaságnál varietéshow-sorozata volt, ez jó ok volt, hogy a nyugati partvidéken, Los Angelesben maradjon. Charlie Chaplin társszereplőnek hívta a Rivaldafény című filmben 1951-ben. Ekkor a karrierje fellendült, anyagi helyzete javult. Utolsó filmszerepét Richard Lester Ez mind megtörtént útban a Fórum felé (1966) című produkciójában kapta. 1965-ben a csaknem hetvenéves Keaton meghívást kapott a Velencei Nemzetközi Filmfesztiválra, ahol zajos taps és ünneplés fogadta. Néhány hónappal később hunyt el rákban.

### Filmbeli karaktere

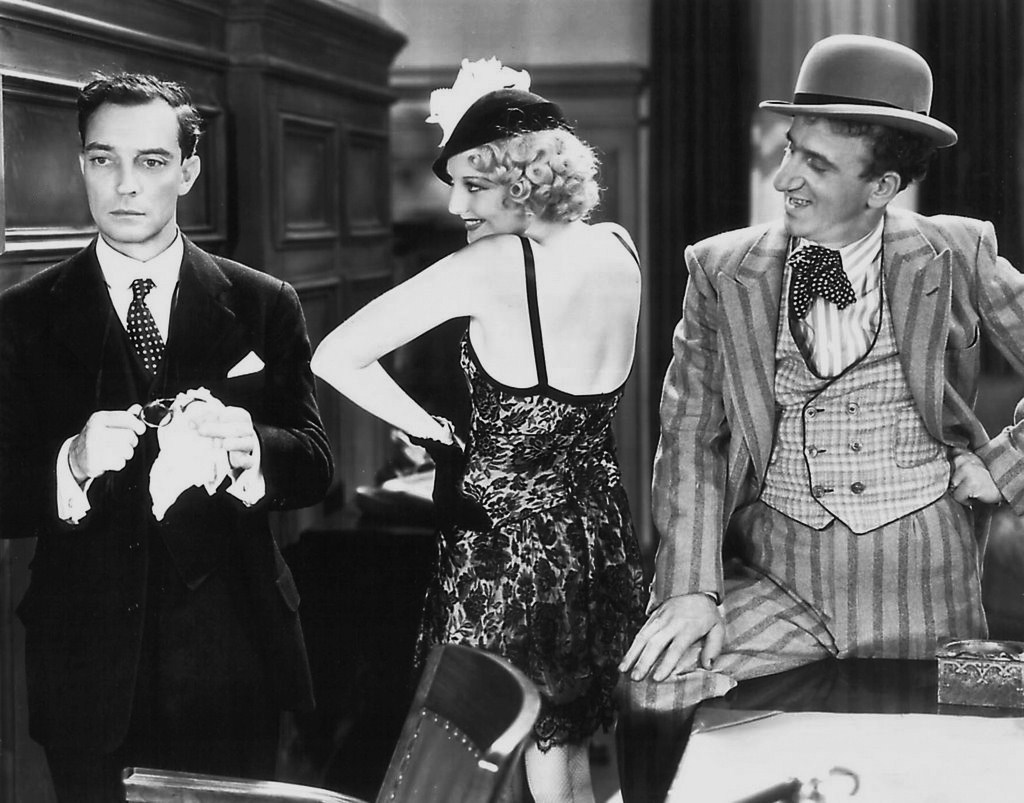
Buster Keaton, Thelma Todd, és Jimmy Durante a Speak Easily (1932) c. filmben

Keaton, a nagy mulattató a legmerészebb gegeket is rezzenéstelen arccal tudta előadni s ezzel közönségét a némafilmekben megnevettetni. A törékeny figura, látszólag egykedvű arckifejezéssel, fején rendszerint félrecsapott szalmakalappal nem törődik a világgal. Keaton az örök ártatlanság, aki folyvást abszurd helyzetekben találja magát, de határtalan találékonyságának köszönhetően a legelképesztőbb helyzetekből is sértetlenül mászik ki. Kezdetben a Buster-figura inkább álmodozó volt, aki állandóan fantáziál és a boldog naivitásban és tudatlanságban él. Az ellenséges emberekkel szemben nyugodt marad és hajmeresztő ötletekkel gyűri le az akadályokat.
Hevesy Iván filmesztéta szerint Keaton titka, hogy önmagát, az embert a végzet és a véletlenek játékszereként tünteti fel. Önmagát mindig mint a sors labdáját, cselekedeteit pedig a mechanikus élettörvény egyszerű, könyörtelen következményeiként mutatja meg, és nem volt szabad elárulnia, hogy tudatában van a labda mivoltának. Ha a megformált karakter küzdene ez ellen, tragikus hőssé válna, vagy tragikomikussá mint Charlie Chaplin. Ha belenyugvással, derűvel fogadná el ezt a sorsviszonylatot, komikuma derűsebbé, de egyben felszínesebbé válna, mint ahogy az sok burleszkhős esetében van.
Keaton színészként 127 filmben játszott és 48 filmet rendezett.

## Galéria

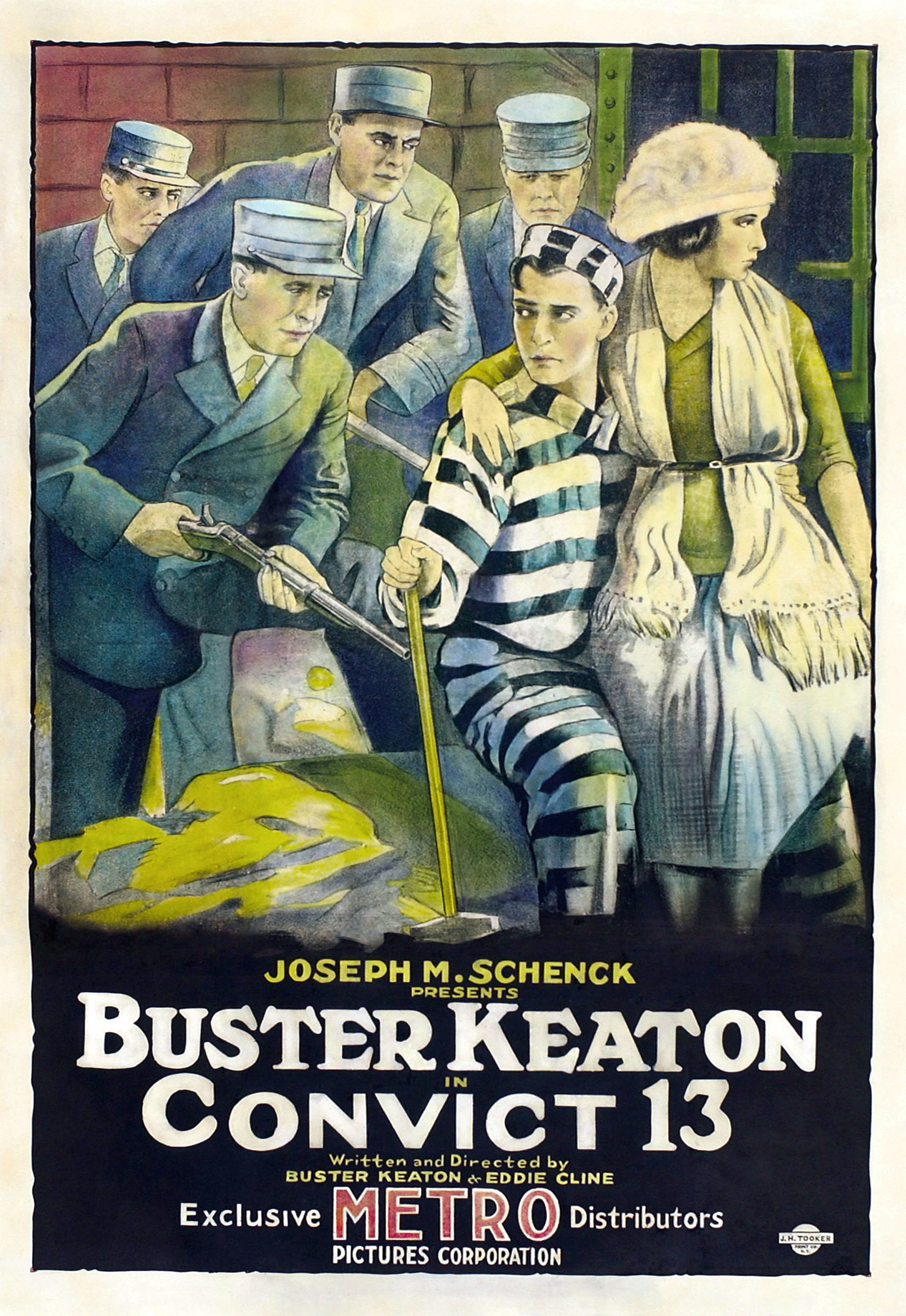
A Convict 13 (1920) plakátja
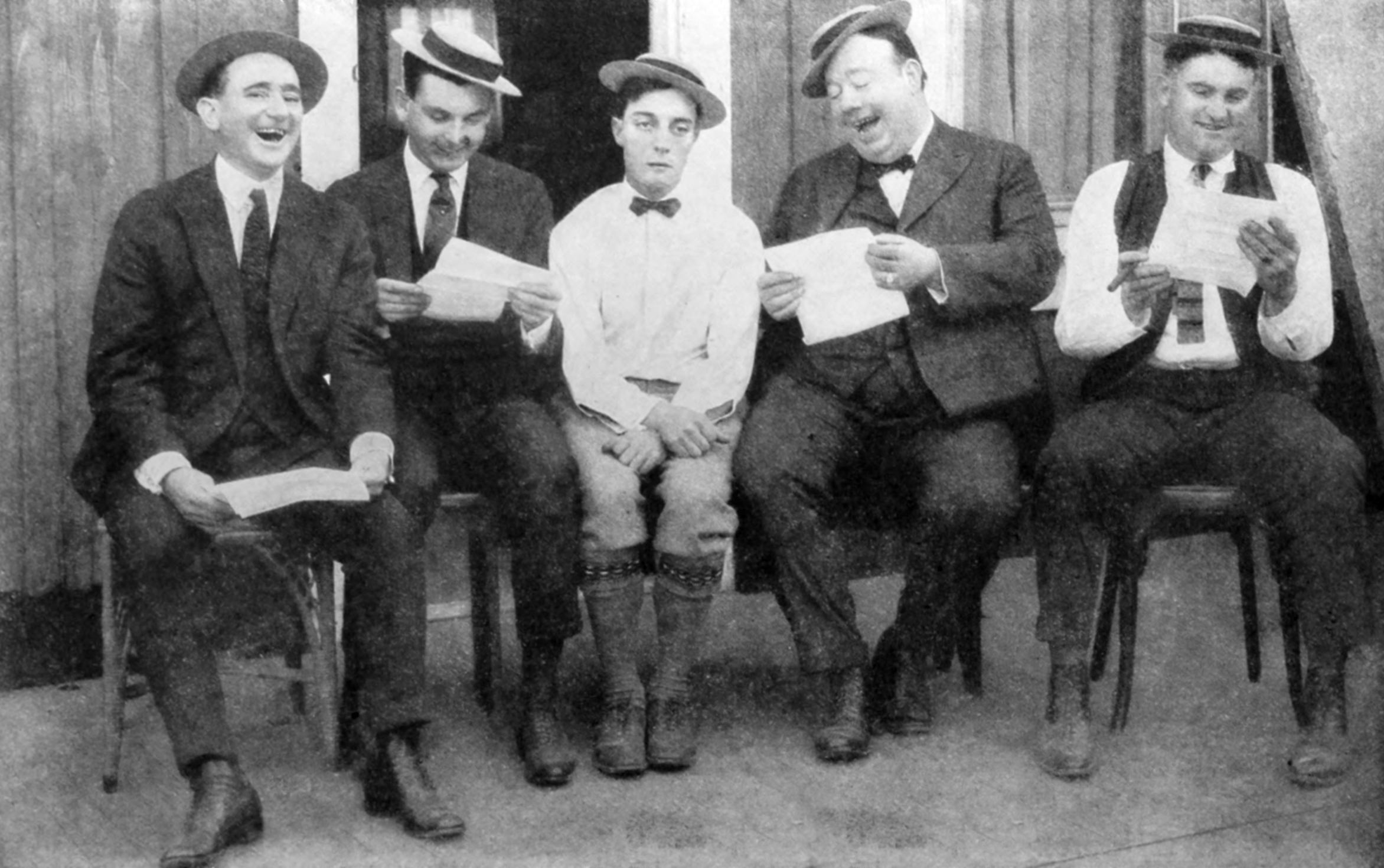
Keaton (középen) 1923-ban Joe Mitchell, Clyde Bruckman, Jean Havez és Eddie Cline írókkal
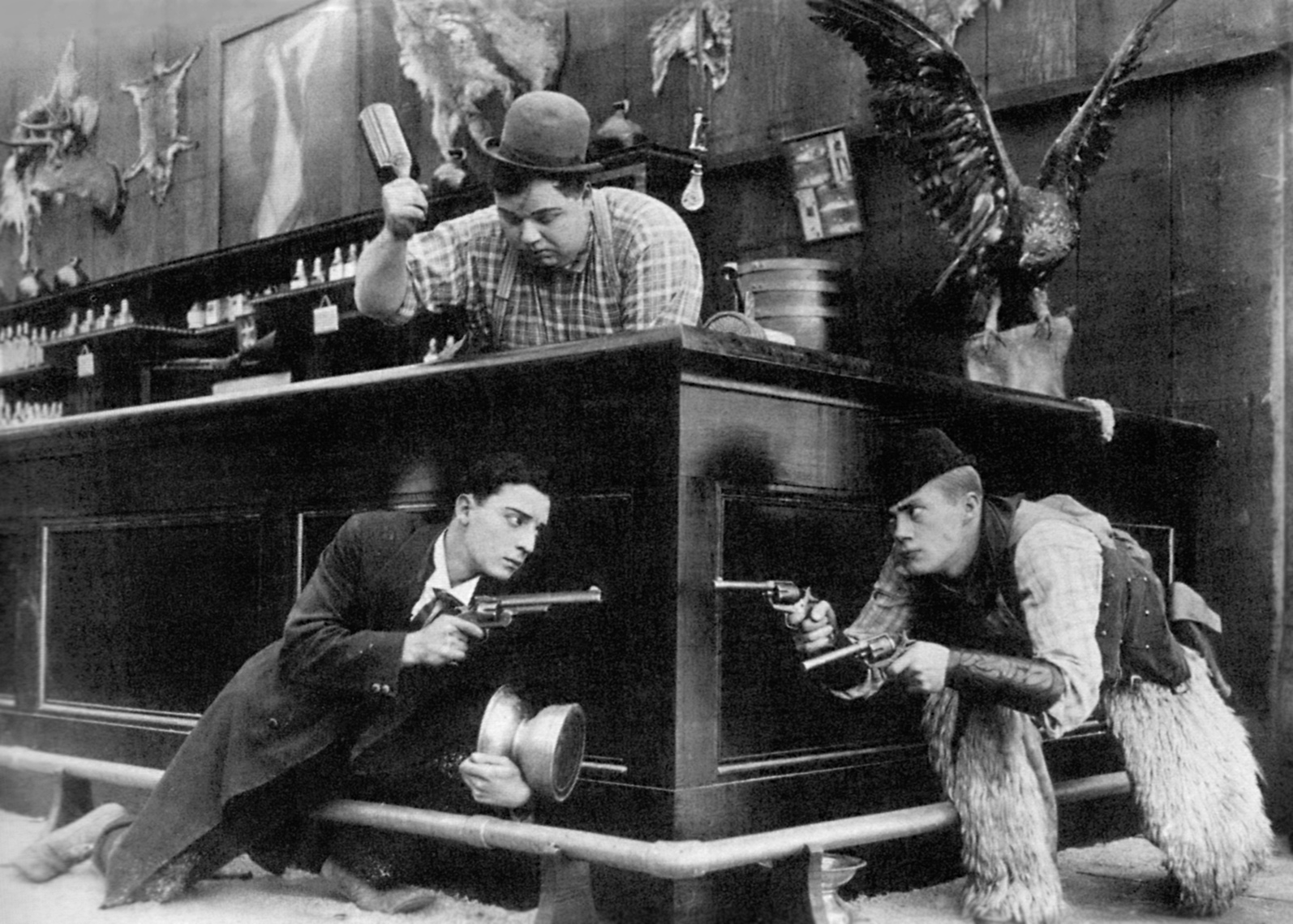
Keaton (baloldalt) Roscoe Arbuckle-lel (fenn) és Al St. John-nal az Out West (1918) c. némafilmben

- Egy clip a Zsaruk c. film elejéből (1922); játszási idő 00:01:42.
- A generális (teljes film)

## Fontosabb filmjei

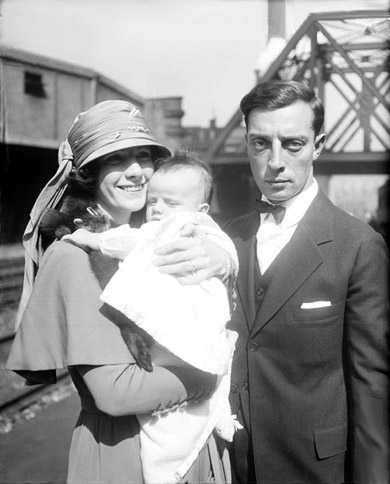
1922-ben, családja körében

### Rövidfilmek
- A mészárosfiú (The Butcher Boy) 1917
- A kulisszák mögött (Back Stage) 1919
- Egy hét (One Week) 1920
- Szomszédok (Neighbors)1920
- A kecske (The Goat) 1921
- Színház (Playhouse) 1921
- A sápadtarcú (The Paleface) 1921
- Zsaruk (Cops) 1922
- A fagyos észak (The Frozen North) 1922

### Nagyjátékfilmek
- Három korszak (Three Ages) 1923
- Isten hozta! (Our Hospitality) 1923
- Ifjabb Sherlock Holmes (Sherlock Jr.) 1924
- Navigátor (The Navigator) 1924
- Hét esély (Seven Chances) 1925
- Nyugatra fel! (Go West) 1925
- Buster, a bunyós (Battling Butler) 1926
- A generális (The General) 1927
- Főiskola (College) 1927
- Az ifjabb gőzös (Steamboat Bill Jr.) 1928
- Az operatőr (The Cameraman) 1928
- Házasság dacból (Spite Marriage) 1929